# Liza da Costa

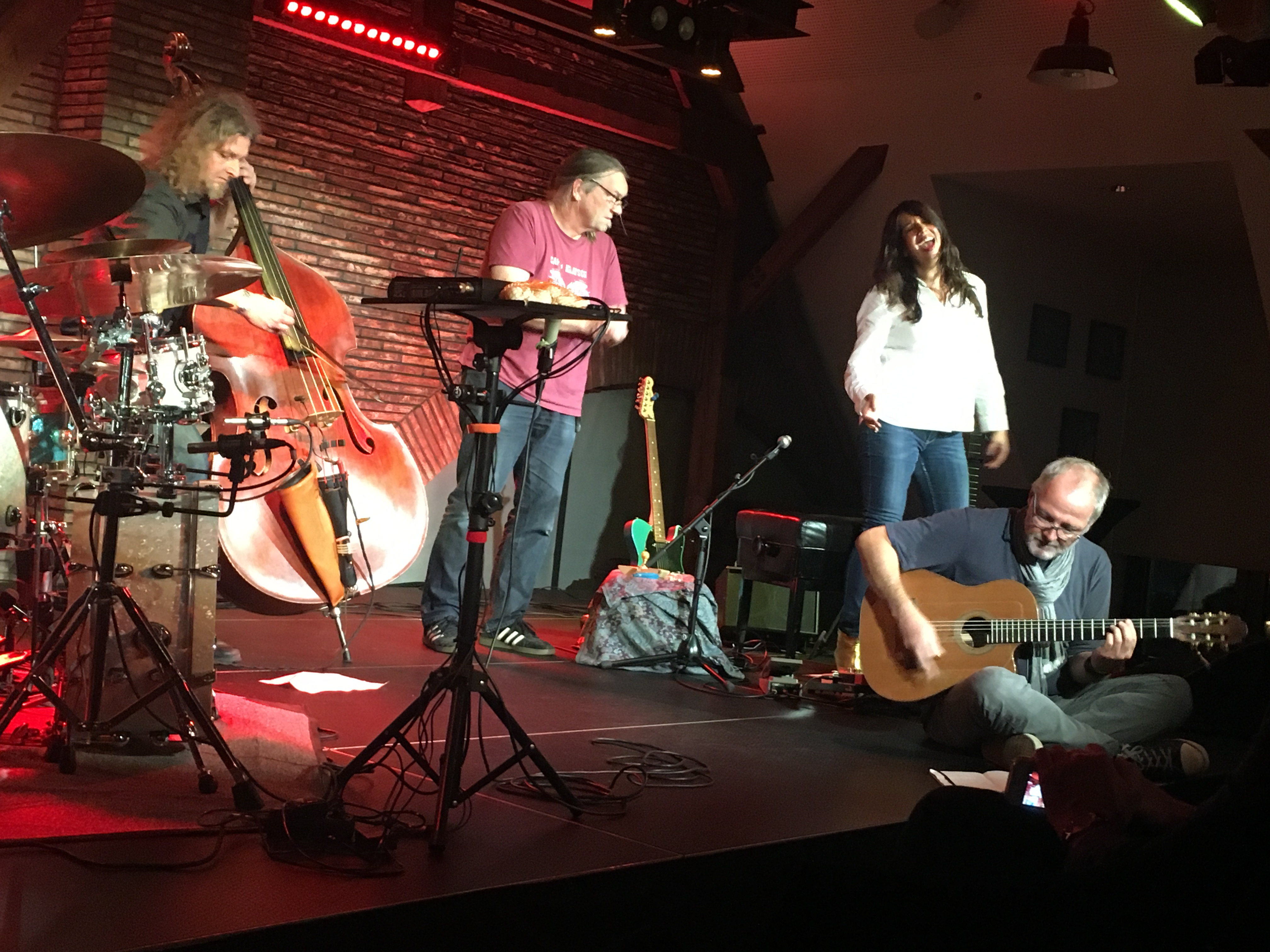
Liza da Costa mit Hotel Bossa Nova (2018)

Liza da Costa (* 26. März 1968 in Portugal) ist eine in Deutschland lebende portugiesisch-indische Sängerin und Komponistin. Sie ist Sängerin und Komponistin des Jazzquartetts Hotel Bossa Nova.

## Leben
Liza da Costa ist die Tochter einer Portugiesin und eines Inders und wuchs in Rüsselsheim auf.
Im Alter von 12 Jahren begann sie mit dem Singen. Von 1995 bis 1998 war sie Mitglied der Eurodance-Band Captain Jack und wirkte auf zwei Alben mit. 2000 hatte sie mit Banana Coco eine eigene Singleveröffentlichung bei Virgin Records. Sie arbeitete mit verschiedenen Künstlern und Produzenten zusammen, komponierte den Titelsong Fight to Win der RTL-Vierschanzentournee 2000/2001 und sang den Song Ocean of Eternity für das Dance-Duo Future Breeze. 2005 war sie Mitbegründerin der Band Hotel Bossa Nova, die eine Mischung aus Bossa Nova und Jazz, den sogenannten Brazilian Jazz, spielt. Mit der Band veröffentlichte sie mehrere Alben.
Außerdem war da Costa zu Gast in Fernsehsendungen wie unter anderem bei den ECHO-Awards, im ZDF-Fernsehgarten bei Immer wieder sonntags, bei Vivasion, in der Bravo Super Show, bei The Dome, VIVA-Comet sowie bei der Benefizgala Hand in Hand for Children, wo sie den Titelsong Children Need a Helping Hand zusammen mit den Backstreet-Boys und NSYNC sang.

## Auszeichnungen
- 1990: VARTA-Musikpreis
- 1996: VIVA-Comet
- 1997: RSH-Gold
- 1997: Dreifache Nominierung für den Echo-Award

## Diskografie

### Alben
- The Mission (EMI; 1996)
- Operation Dance (EMI; 1997)
- Ao Vivo (Homefamily/EDEL; 2006)
- Supresa (Homefamily/EDEL; 2009)
- Bossanomia (ENJA; 2011)
- Na Meia Luz (ENJA; 2013)
- Desordem e Progresso (ENJA; 2015)
- Little Fish (ENJA; 2017)
- Live at Das Rind Rüsselsheim (ENJA; 2019)
- Cruzamento (ENJA; 2021)

### Singles
- Captain Jack (EMI)
- Drill Instructor (EMI)
- Soldier Soldier (EMI)
- Little Boy (EMI)
- Together Forever (EMI)
- Holiday (EMI)
- Another one Bites the Dust (EMI)
- Banana Coco (Virgin Records)
- Ocean of Eternity (Kontor)